# Cătălina Ponor
Cătălina Ponor (Constanța, 20 augustus 1987) is een Roemeense toestelturnster. Ponor was tijdens de Olympische Zomerspelen in Athene in 2004 een van de succesvolste atleten. Ze behaalde goud op zowel de evenwichtsbalk als op de vloer. Ook het Roemeense landenteam waarvan ze deel uitmaakte, behaalde goud. 

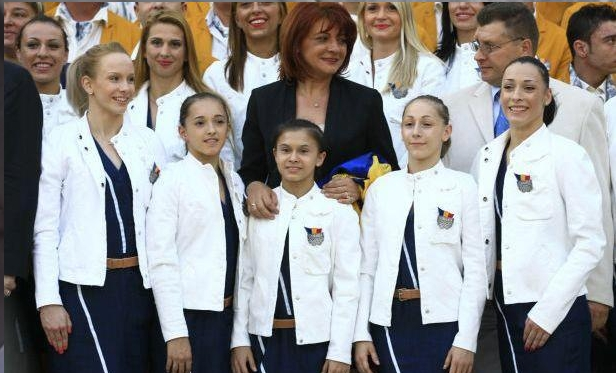
Het Roemeense turnteam voor de Olympische Spelen in Londen, met Ponor uiterst rechts.

In 2007 zei ze de turnsport vaarwel vanwege slepende blessures. Ze bleef echter wel trainen en was in 2011 fit genoeg voor een geslaagde terugkeer. Ze won in 2012 goud op het EK in Brussel met het landenteam, goud op de evenwichtsbalk en zilver op vloer.

Op de Olympische Spelen in Londen hielp ze het Roemeense team mee aan een bronzen medaille in de landenmeerkamp. Individueel pakte ze nog zilver op de vloer. Aanvankelijk had ze ook nog brons op de balk beet in een finale waarin de Chinese deelneemsters domineerden, maar na correcties achteraf wisselde zij de vierde plaats met de Amerikaanse Alexandra Raisman.